# Томи Версети
Томи Версети (енгл. Tommy Vercetty) је главни лик популарне игре GTA: Vice City. Рођен је 1951 године. Он је био члан Форели породице. Вођа Форели породице, Сани Форели послао га је да је у Харвуд (део Liberty City). И тамо је Томија чекала заседа (коју је послао Сани). Томи је убио све те људе и онда му је Сани наместио да иде у затвор. У затвору је провео петнаест година. Одмах после тога послат је преузме дрогу али неко сазнаје за размену и позива специјалне јединице које убијају све осим њега и његовог пријатеља Кена Розенберга. Кроз игру он покушава да пронађе особу која га је „откуцала“. Тако бива умешан у илегалне послове са мафијом, и осталом гамади у граду који на крају он преузима као главни нарко-бос.
Глас му је позајмио амерички глумац Реј Лиота.